# Magnetometro
Il magnetometro è lo strumento di misura del campo magnetico. La misura delle componenti del campo lungo tre direzioni indipendenti permette di definire unicamente il vettore campo magnetico nel punto in cui si effettua la misura. La lettura può essere sia analogica che digitale. Esiste una grandissima varietà di strumenti che possono essere suddivisi in due categorie:
- Magnetometri scalari: misurano il modulo del campo magnetico
- Magnetometri vettoriali: misurano la componente del campo magnetico lungo una particolare direzione dello spazio

## Magnetometro ad ago
Si tratta del più semplice e antico strumento per la misura del campo magnetico. È costituito da un ago di materiale magnetizzato sospeso tramite un sistema meccanico ad attrito ridotto (generalmente un filo a basso momento di richiamo). L'ago si orienta parallelamente al campo magnetico, rivelandone la direzione. Il sistema non è in grado di fornire la misura dell'intensità del campo.
A differenza della bussola, il magnetometro ad ago fornisce anche l'angolo di inclinazione.

## Magnetometro a bobina
Questo strumento effettua la misura del campo magnetico sfruttando l'induzione elettromagnetica in una bobina. Ponendo infatti una bobina piana in un campo magnetico si osserva ai suoi capi una tensione elettrica:
{\displaystyle V=-{\frac {\mathrm {d} \Phi }{\mathrm {d} t}}=-{\frac {\mathrm {d} {\vec {B}}\cdot {\hat {n}}}{\mathrm {d} t}}\Sigma }
{\displaystyle \Phi } è il flusso magnetico attraverso la bobina
{\displaystyle {\hat {n}}} è il versore normale alla superficie della bobina
{\displaystyle \Sigma } è l'area della spira
- Bobina fissa: si utilizza per la misura di campi variabili nel tempo. La misura della tensione permette di ricavare {\displaystyle {\frac {\mathrm {d} {\vec {B}}\cdot {\hat {n}}}{\mathrm {d} t}}}, ovvero la variazione temporale della componente del campo normale alla spira.

- Bobina rotante: è utilizzata per la misura dei campi costanti nel tempo. La bobina viene messa in rotazione con velocità angolare {\displaystyle {\vec {\omega }}}. Ai capi della bobina si forma una tensione di andamento sinusoidale nel tempo. Misurandone l'ampiezza è possibile risalire a {\displaystyle |{\vec {\omega }}\times {\vec {B}}|} e quindi alla componente del campo ortogonale all'asse di rotazione.

Trovano impiego nelle aziende interessate all'estrazione di minerali, petrolio e gas, così come in quelle che vogliono sondare il terreno prima di realizzare parchi eolici offshore. Della forma di un siluro, sono attaccate a delle apposite navi di ricognizione.

## Sonda di Hall
La sonda di Hall è costituita da una piastra conduttrice percorsa da corrente elettrica. Per effetto Hall si forma ai suoi bordi una tensione proporzionale alla componente del campo magnetico normale alla piastra. 
Le dimensioni tipiche della sonda sono di 1cm, per questo viene spesso utilizzata per la mappatura di campi a medio range (ad esempio quelli prodotti da elettromagneti).

## Magnetometro a protoni
È costituito da un recipiente riempito con una sostanza ricca di protoni (tipicamente idrocarburi) avvolto da un solenoide.
Il solenoide è inizialmente percorso da una corrente tale da produrre un campo magnetico di intensità molto maggiore rispetto a quella del campo da misurare. In questo modo i protoni, che sono dotati di momento magnetico intrinseco, si allineano rapidamente al campo in cui sono immersi. In seguito la corrente viene interrotta e i protoni risultano soggetti al solo campo magnetico esterno. In queste condizioni essi precedono con una frequenza {\displaystyle f=\alpha |{\vec {B}}|} (frequenza di Larmor), generando nel solenoide una tensione indotta di uguale frequenza, misurabile attraverso un frequenzimetro.
Essendo {\displaystyle \alpha } conosciuta con buona accuratezza, è possibile effettuare letture con precisione da 0,01nT a 0,1nT.
Il magnetometro a protoni è particolarmente utilizzato in geofisica per le misure delle variazioni temporali del campo geomagnetico e delle anomalie magnetiche prodotte da corpi magnetizzati quali oggetti metallici sepolti, relitti, giacimenti ferrosi, minerali ad alta suscettività magnetica, etc.